# 西山河 (阳春)
西山河，位于中华人民共和国广东省阳春市境内，是漠阳江左岸支流，发源于阳春市西部永宁镇新合村以北西山山脉云雾山三甲顶南侧，蜿蜒向东南流入大河水库，出库后向东北流，于陂面镇六村岗村彭屋寨左纳那座河后转南流，至合水镇汇入漠阳江。河长108千米，河床平均比降2.03‰，流域面积989平方千米。年均径流量约13.95亿立方米。